# Berwickshire
Le Berwickshire ou comté de Berwick est un comté des Scottish Borders et une région de lieutenance d'Écosse, près de la frontière avec l'Angleterre. Il tient son nom de la ville de Berwick-upon-Tweed acquise par l'Angleterre en 1482, et on se réfère parfois au comté comme le Dunsshire à partir de l'ère victorienne, reflétant le fait que Duns en est devenu la capitale.

## Statut d'origine

### Comté
Le Berwickshire est l'un des anciens comtés d'Écosse, mais le comté est dissous en 1975 au cours de la réorganisation du gouvernement. Sa capitale était Berwick-upon-Tweed à l'origine, mais le royal burgh change de mains en 1482, et est rattaché au comté du Northumberland, en Angleterre. L'administration du comté est alors déplacé vers Duns ou Lauder jusqu'à ce que Greenlaw ne devienne capitale en 1596. Quand un conseil de comté est établi en 1890, la capitale devient une nouvelle fois Duns, où le shérif était toujours installé.
Lorsque le comté est dissous, il comporte 4 burghs :
- le royal burgh de Lauder
- les burghs de Coldstream, Duns et Eyemouth

### District
Le Local Government (Scotland) Act 1973 qui dissous le comté le rattache au district des Scottish Borders. Cette région existe entre 1975 et 1996, puis est divisée en trois districts, l'un d'entre eux se nommant Berwickshire. Le district du Berwickshire, 'est toutefois pas identique au comté d'origine, le burgh et Lauder et la plupart du district Ouest sont incorporés à Ettrick et Lauderdale, tandis que la paroisse de Nenthorn fait partie du district de Roxburgh. Le siège du conseil du district du Berwickshire demeure à Duns.

## Armoiries
Le County Council de Berwick est formé en 1890 par le Local Government (Scotland) Act 1889, et choisi ses armoiries la même année. Elles montrent un ours enchaîné à un arbre, qui sont issus des insignes de Berwick upon Tweed

## Principales villes
Les principales villes du Berwickshire sont Ayton, Coldingham, Coldstream, Duns, Earlston, Eyemouth, Foulden, Greenlaw, Lauder, Mordington, St. Abbs, et Swinton.